# Watermark
A Watermark Enya ír zeneszerző és énekesnő második albuma, mely 1988-ban jelent meg. Ez az album – főként a rajta található Orinoco Flow című szám – hozta meg Enyának az igazi sikert. Az albumot a New Age stílus jellegzetes példájának tartják, bár maga Enya nem tartja műveit ehhez a műfajhoz tartozónak.
Az album két változatban jelent meg: 1989-ben egy hosszabb változatban is kiadták, melyen rajta volt az angol nyelvű Storms in Africa Part II című szám is, ami azelőtt csak egy népszerű kislemezen volt kapható. A Watermark néhány későbbi kiadásáról újfent hiányzik ez a szám.

## Dalok
Minden dal zenéjét Enya és Nicky Ryan szerezte.
1. Watermark – 2:24
2. Cursum Perficio – 4:06
3. On Your Shore – 3:59
4. Storms in Africa – 4:03
5. Exile – 4:20
6. Miss Clare Remembers – 1:59
7. Orinoco Flow – 4:25
8. Evening Falls… – 3:46
9. River – 3:10
10. The Longships – 3:36
11. Na Laetha Gael M'Óige – 3:54
12. Storms in Africa, Pt. 2 – 3:011

1 Az album eredeti és néhány későbbi kiadásán nem szerepelt. Ez a dal a Storms in Africa gyorsabb tempójú remixe, az eredeti, ír nyelvű helyett angol szöveggel.

## Kislemezek
- Orinoco Flow (1988)
- Evening Falls… (1988)
- Storms in Africa (Part II) (1989)
- Exile (1991)

## Közreműködők
- Enya – billentyűs hangszerek, vokálok
- Neil Buckley – klarinét
- Chris Hughes – Ütőhangszerek, dob
- Davy Spillane – síp, ír duda
- Producerek: Enya, Nicky Ryan
- Co-producerek: Enya és Ross Cullum
- Executive Producer: Rob Dickins
- Mérnök: Ross Cullum
- Keverés: Jim Barton, Ross Cullum
- Átdolgozás: Enya, Nicky Ryan
- Borítófotó: David Hiscook
- További fényképek: Russel Yamy
- Design: Laurence Dunmore

## Helyezések és minősítések
| Ország             | Legfelső helyezés      | Minősítés  | Eladott példányszám |
| ------------------ | ---------------------- | ---------- | ------------------- |
| Ausztrália         |                        | 5× platina | 350 000             |
| Ausztria           | 15                     |            |                     |
| Brazília           |                        | Platina    | 250 000+            |
| Egyesült Államok   | 25 (26 hétig a listán) | 4× platina | 4 200 000+          |
| Egyesült Királyság | 5                      | 4× platina | 1 200 000+          |
| Franciaország      |                        | Platina    | 300 000             |
| Hollandia          |                        | Platina    | 80 000+             |
| Kanada             |                        | 3× platina | 300 000+            |
| Németország        |                        | Platina    | 200 000+            |
| Norvégia           | 5                      |            |                     |
| Svájc              | 1                      | Platina    | 50 000+             |
| Svédország         | 5                      |            |                     |

## Érdekességek
Az 1999-ben megjelent Entrapment című filmben Virginia Baker Enya Watermark albumának borítója mögé rejt egy lemezt, mellyel nyolcmilliárd dollárt lehet letölteni.

## Külső hivatkozások
- Fórum magyar nyelven, Enya, Clannad és már ír zenészekről – enyamusic.hu (hu)
- Az album dalszövegei magyarul